# Willi Müller (Politiker, 1936)
Willi Müller (* 22. Dezember 1936 in Stemmas) ist ein deutscher Politiker (CSU).

## Leben und Beruf
Nach dem Volksschulabschluss und dem Besuch landwirtschaftlicher Fachschulen bildete sich Müller in Volkshochschulkursen fort. Anschließend unternahm er Studienreisen nach Frankreich, Schweden, in die Niederlande sowie nach Italien und Belgien. Er war von 1961 bis 1966 als nebenamtlicher Mitarbeiter der Evangelischen Landjugend in Bayern tätig und fungierte von 1967 bis 1972 als deren Vorsitzender. Zugleich gehörte er dem Präsidium des Bayerischen Bauernverbandes an. Von 1972 bis 1983 war er stellvertretender Bezirksvorsitzender des Verbandes landwirtschaftlicher Fachschulabsolventen. Als Mitglied der Landessynode der Evangelisch-Lutherischen Kirche in Bayern seit 1984 leistet er Mitarbeit in berufsständischen und kirchlichen Organisationen.

## Abgeordneter
Müller wurde 1970 in den Bayerischen Landtag gewählt, dem er bis 2003 angehörte. Hier war er von 1990 bis 1994 Vorsitzender des Ausschusses für Ernährung, Landwirtschaft und Forsten und 1998 bis 2003 stellvertretender Vorsitzender der CSU-Fraktion. Des Weiteren ist er Kreistagsmitglied des Kreises Wunsiedel.

## Öffentliche Ämter
Müller amtierte vom 15. November 1995 bis zum 6. Oktober 1998 als Staatssekretär im Staatsministerium für Landesentwicklung und Umweltfragen in der von Ministerpräsident Edmund Stoiber geführten Regierung des Freistaates Bayern.

## Ehrungen
- 2005: Verdienstkreuz 1. Klasse der Bundesrepublik Deutschland
- 1982: Bayerischer Verdienstorden